# 小幡信貞
小幡 信贞（日语：小幡 信貞，おばた のぶさだ，1540年（天文9年）—1592年12月24日（文禄元年11月21日）），战国时代武将。別名信实、信真、信定。通称尾张守、上总介。正室为长野业正之女。养嗣子小幡信定。

## 生平
父亲为上野小幡氏的小幡宪重（重貞、重定）。（但是也有其实重贞和信贞是同一人，信真和信定是信贞之子的说法）。上野国峰城城主。根据『甲陽軍鑑』的说法和宪重一共率领500骑，在武田家中也是最大的一股势力。
小幡氏原本是上野的国人。在拥戴上杉宪政为关东管领中做出贡献，和长野氏并称实力派，后来和宪政对立，叛变并改仕武田晴信（信玄）。后北条氏扩张到上野以后同时从属于武田和北条。天文22年（1553年）宪重带着儿子前往信浓国盐田城谒见武田晴信仕官，不久儿子元服，领受「信」字称「信真」。
信贞和父亲一同仕于信玄，从上野攻略战开始，参加了三増峠之战、三方原之战等主要合战并立下战功。
另外信贞的小幡氏和小畠虎盛（小幡）・昌盛・景宪等人的甲州小幡氏并非同源。（甲州小幡氏是接受武田信玄的命令改姓「小幡」的）。
有1575年长篠之战中父亲战死以后继承家督的说法。『甲陽軍鑑』有「取代已经不可相信的木曾义昌（因为在武田织田国境线上）让小幡进入木曾如何」的记载（「信用できない木曾義昌の代わりに（織田領との国境である）木曾に小幡を入れたらどうか」）。虽然『甲陽軍鑑』的可信性较低，但信贞当时应该已经享受准谱代的待遇了。
天正10年（1582年）武田氏被织田信长灭亡，接受家老・森平策之进的建议降伏信长军，作为与力被配属于泷川一益。然而同年信长在本能寺之变中横死，接到消息的北条氏直在神流川之战中击败泷川一益，将织田势力驱逐出上野国，信贞投降氏直成为北条氏的家臣。因为没有儿子，1585年把家督之位让给养嗣子信定（弟弟信高之子）隐居。
1590年小田原征伐时在小田原城笼城。北条氏战败以后，依靠有深厚交情的真田氏说情没有被追究，就这样在隐居中度过余生。1592年去世，享年52。
（小幡家和真田家的交情可以追溯到真田幸隆的流浪时代，后来又共同仕于武田氏。真田昌幸在武田胜赖时代曾是上野方面攻略的负责人。）
一说信贞的父亲宪重在大永年间去世，父子二人的事迹多有混淆。也是率领赤备部队的猛将，信长公记中记载长篠合战时曾称小幡势为“马上巧者”。武田氏24将之一。也有说法说在长筱之战中就已经战死，也有说战死者其实是信贞的弟弟。

## 逸话
信玄在灭亡长野氏之后，要求信贞与出身长野家的妻子离婚，另跟武田的谱代家臣联姻。信贞一方面对信玄的恩典表示感谢，另一方面说明因为妻子娘家灭亡已经无家可归，坚决不离婚，就算受到惩罚也在所不惜。信玄被信贞的言辞所感动，不仅没有惩罚他，更任命他为下一次战斗的先锋。最后更让侄子武田信丰娶了信贞的女儿。